# Buse Kayacan
Buse Kayacan (ur. 15 lipca 1992) – turecka siatkarka, reprezentantka kraju, grająca na pozycji libero. 

## Sukcesy klubowe
Superpuchar Turcji:
- 2011, 2012[3]

Puchar Turcji:
- 2012

Mistrzostwo Turcji:
- 2012
- 2013
- 2014

## Sukcesy reprezentacyjne
Liga Europejska:
- 2015